# 199 recetas para ser feliz
199 recetas para ser feliz es una película chileno-española estrenada en 2008, la segunda del director Andrés Waissbluth (Los debutantes, 2003). 
La cinta —filmada en Barcelona— está inspirada en el cuento Noticias de Milo, que forma parte del libro Mujer desnuda fumando en la ventana, de Marcelo Leonart. El guion es de este escritor, junto con Nona Fernández y Cristián Jiménez, mientras que las recetas vienen de la madre de Waissbluth, la sicóloga Eugenia Weinstein.
Protagonizan la película, que se estrenó en el Festival Internacional de Cine de Róterdam, Pablo Macaya (Tomás), Tamara Garea (Helena) y Andrea García-Huidobro (Sandra). 

## Sinopsis
Hace calor en Barcelona. Una pareja de chilenos recibe la visita de una muchacha de Santiago. Él pierde la cabeza. Ella se afiebra recordando la muerte de su hermano. En las librerías se ofrece un libro que promete la felicidad, pero nadie lo compra.

## Premios
- Mejor dirección, Festival Internacional de Cine Chungmuro (Seúl)[2]
- Festival Internacional de Cine de Valdivia, categoría WIP